# ガール・ガール・ガールズ
『ガール・ガール・ガールズ』は、毎日放送（MBSテレビ）制作のバラエティ番組である。制作局の毎日放送では1974年8月10日から1975年3月29日まで毎週土曜 18:00 - 18:30 （日本標準時）に放送。
10代の少女をターゲットにした歌と笑いの番組。番組は、著名な作曲家による「歌謡レッスン」、「映画紹介」、そして「オークション」の3コーナーで構成されていた。
関東地区では1974年8月7日から1975年3月26日まで東京12チャンネル（現・テレビ東京）で毎週水曜 19:00 - 19:30 （日本標準時）に放送されていた。

## 出演者
- 司会：海原千里・万里
- 映画紹介：浜村淳
- オークション：月亭八方